# Sainte-Eulalie-d’Eymet
Sainte-Eulalie-d’Eymet ist eine Ortschaft und eine ehemalige französische Gemeinde mit 83 Einwohnern (Stand: 1. Januar 2022) im Département Dordogne in der Region Nouvelle-Aquitaine (vor 2016: Aquitanien). Die Gemeinde gehörte zum Arrondissement Bergerac und zum Kanton Sud-Bergeracois.
Der Erlass vom 25. September 2018 legte mit Wirkung zum 1. Januar 2019 die Eingliederung von Sainte-Eulalie-d’Eymet als Commune déléguée zusammen mit den früheren Gemeinden Sainte-Innocence und Saint-Julien-d’Eymet zur Commune nouvelle Saint-Julien-Innocence-Eulalie fest. Der Verwaltungssitz befindet sich in Sainte-Innocence.
Der Name in der okzitanischen Sprache lautet Senta Eulària d’Aimet und leitet sich von der heiligen Eulalia von Barcelona ab.
Die Einwohner werden Eulaliens und Eulaliennes genannt.

## Geographie
Sainte-Eulalie-d’Eymet liegt circa 20 Kilometer südwestlich von Bergerac im Gebiet Bergeracois der historischen Provinz Périgord an der südlichen Grenze zum benachbarten Département Lot-et-Garonne.
Umgeben wird Sainte-Eulalie-d’Eymet von den fünf Nachbargemeinden und einer delegierten Gemeinde:
| Loubès-Bernac (Lot-et-Garonne) | Thénac                                      | Sainte-Innocence (Commune déléguée) |
|                                | Kompassrose, die auf Nachbargemeinden zeigt | Fonroque                            |
| Soumensac (Lot-et-Garonne)     |                                             | Eymet                               |

## Einwohnerentwicklung
Nach Beginn der Aufzeichnungen stieg die Einwohnerzahl in der ersten Hälfte des 19. Jahrhunderts auf einen Höchststand von 265. In der Folgezeit sank die Größe von Sainte-Eulalie-d’Eymet bei kurzen Erholungsphasen bis zur Jahrtausendwende auf rund 70 Einwohner, bevor eine Phase mit moderatem Wachstum einsetzte, die heute noch anhält.
| Jahr      | 1962 | 1968 | 1975 | 1982 | 1990 | 1999 | 2006 | 2011 | 2022 |
| --------- | ---- | ---- | ---- | ---- | ---- | ---- | ---- | ---- | ---- |
| Einwohner | 135  | 105  | 98   | 93   | 79   | 77   | 72   | 79   | 83   |

## Sehenswürdigkeiten
- Pfarrkirche Saint-Barthélemy romanischer Bau aus dem 12. Jahrhundert
- Herrenhaus Graulet aus dem 17. Jahrhundert

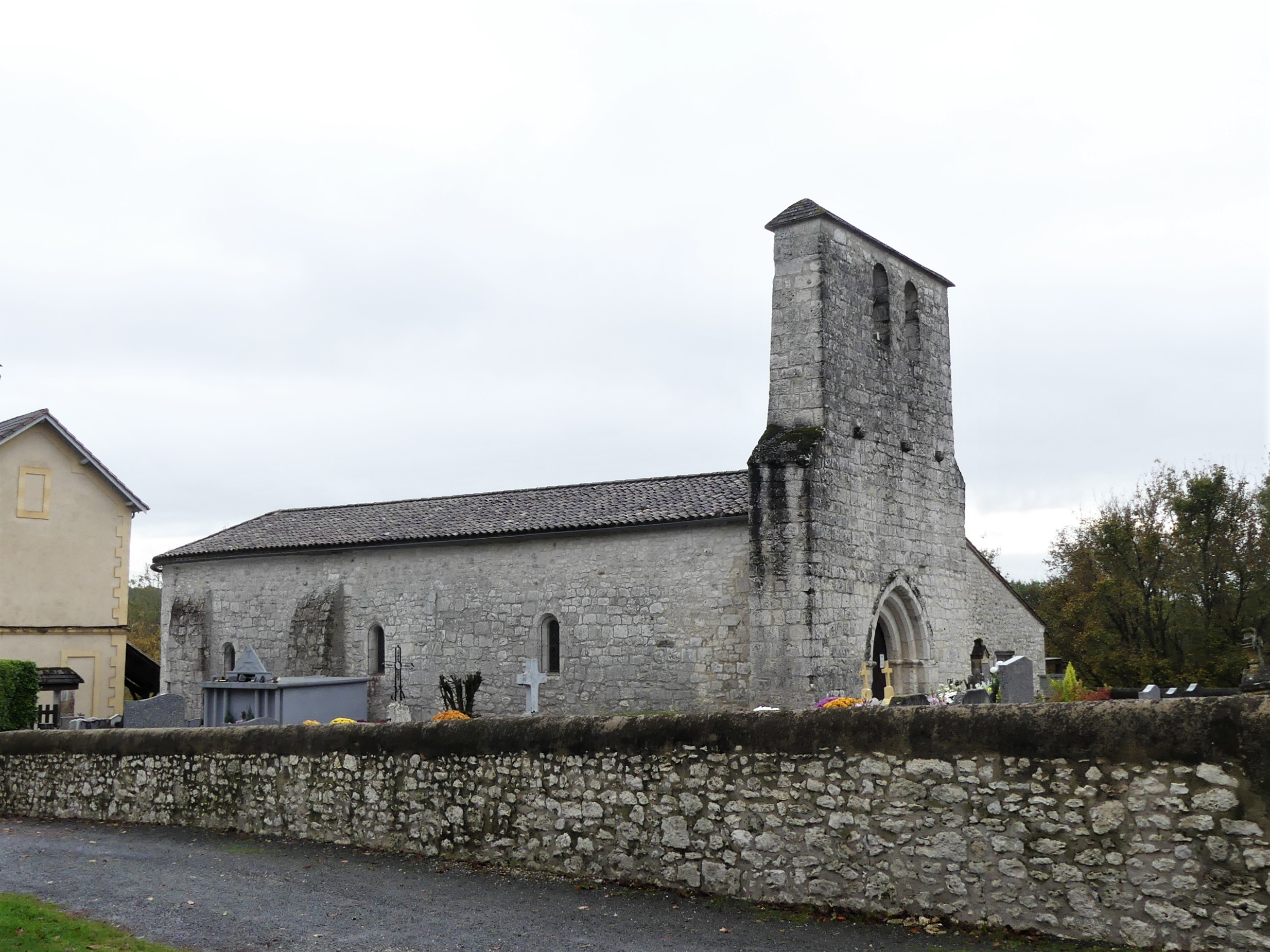
Pfarrkirche Saint-Barthélemy
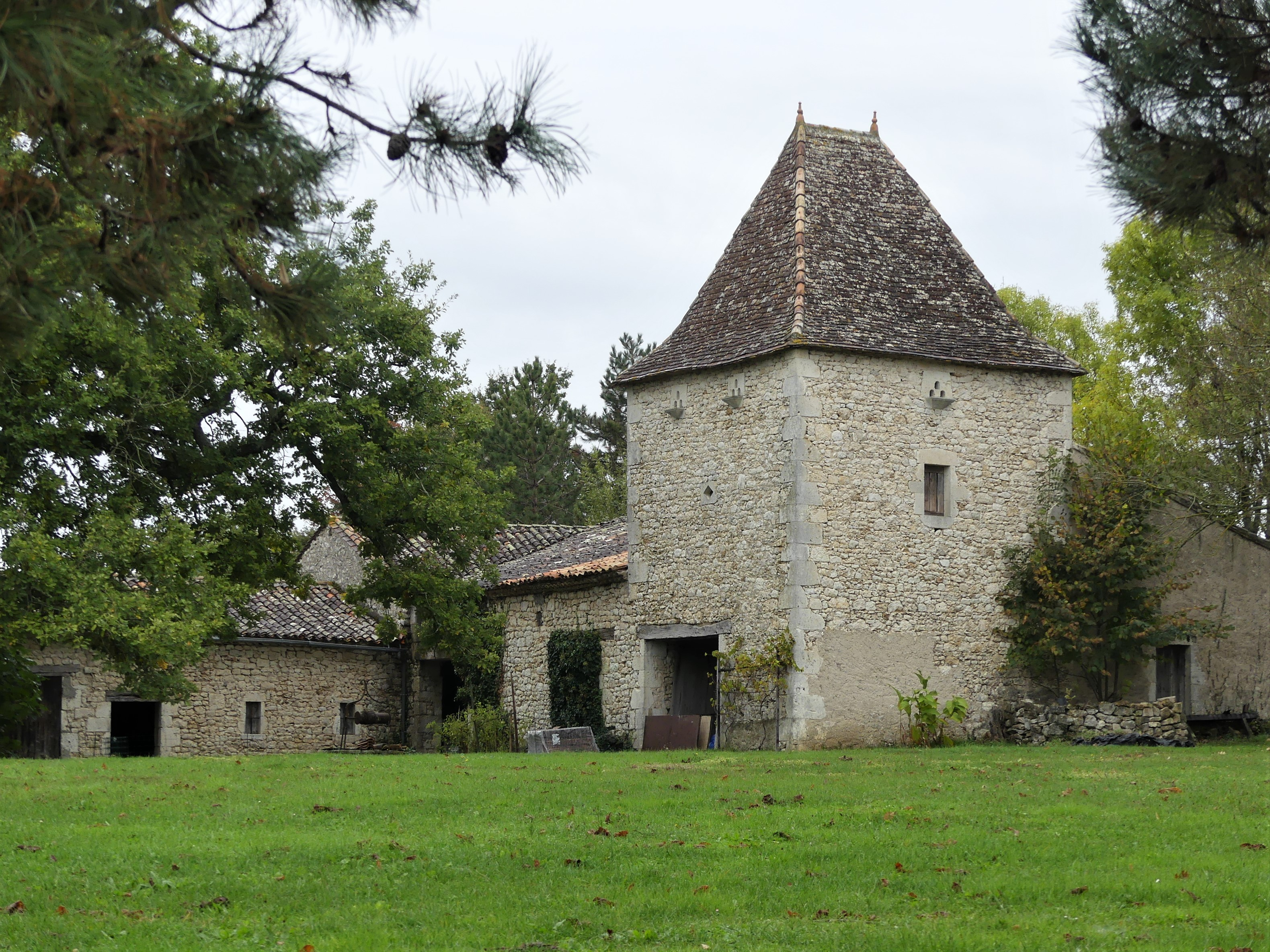
Herrenhaus Graulet